# گیگامتر

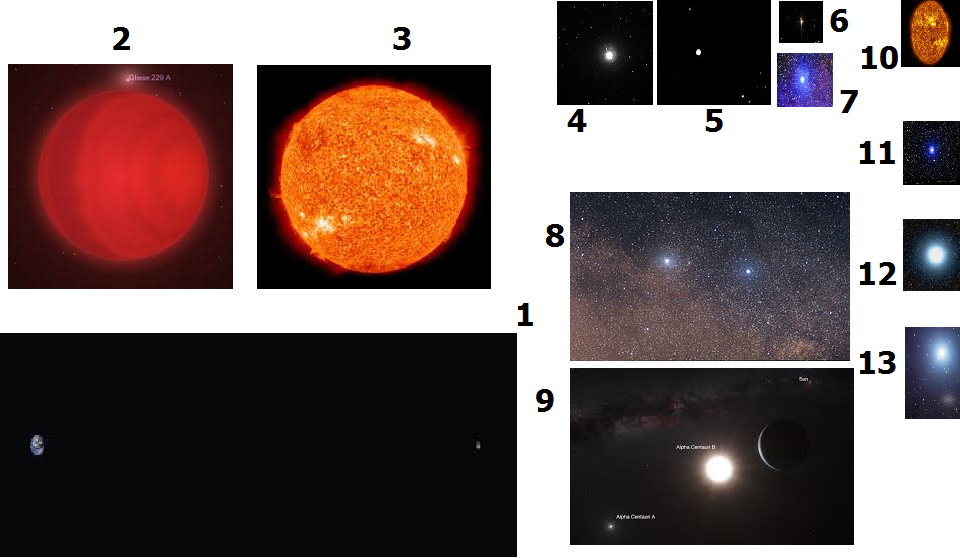
چند نمونه از کاربرد یکای گیگامتر همچون ابعاد ستارگان و یا فاصله زمین تا ماه

گیگامتر (gigametre یا gigameter) با نماد Gm یکای طول در سامانهٔ استاندارد بین‌المللی یکاها است. گیگامتر از کلمهٔ یونانی gigas به معنی غول و metro به معنی شمارش و اندازه‌گیری گرفته شده‌است. این یکا به دلیل اینکه به اعداد بسیار بزرگی مربوط می‌شود، معمولاً در کاربرد روزانه جایی ندارد و گاهی در مطالعات کیهانی برای بیان فاصلهٔ سیاره‌ها و ستاره‌ها مورد استفاده قرار می‌گیرد.

## تبدیل
یک گیگامتر برابر است با
- یک میلیارد متر
- ۱،۰۰۰،۰۰۰ کیلومتر
- تقریباً ۶۲۱،۳۷۰ مایل

## مثال
- یک، یکای کیهانی برابر با ۱۴۹٫۶ گیگامتر است.
- فاصلهٔ متوسط مشتری تا خورشید، ۷۷۸٫۵ گیگامتر است.
- قطر متوسط خورشید، ۱٫۳۹۱ گیگامتر است.
- قطر متوسط ابرغول سرخ بَشْن، ۱۳۰۲ گیگامتر است.